# 吉利学院
吉利学院是一所位于四川省成都市简阳市石盘街道的民办本科高等学校，由吉利集团创办，以汽车职业岗位培养为特色。

## 校史

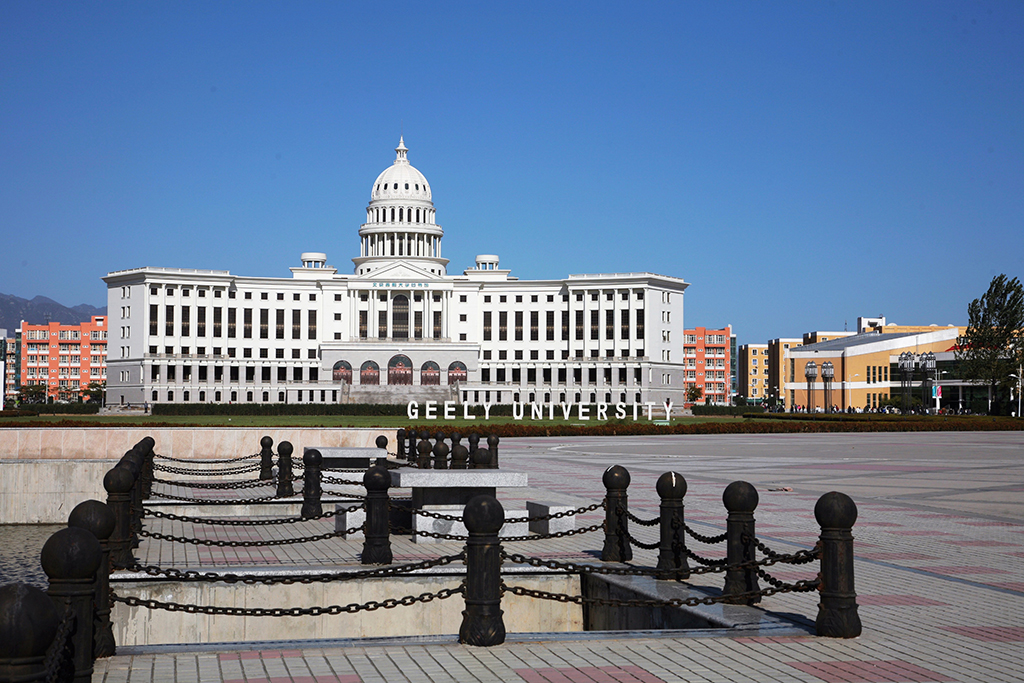
原北京吉利学院图书馆，其形如美國國會大廈的圆顶在北大入驻后已被拆除

2000年，吉利集团创建北京吉利专修学院。2001年，升格北京吉利大学，为专科院校，校址位于北京市昌平区马池口镇。2002年，北京光明中医专修学院并入。2011年6月24日，北京吉利大学被中国民办教育协会高等教育专业委员会授予“中国民办高等教育优秀院校”称号。
2014年5月4日，升格为本科高校，更名为北京吉利学院。
2020年3月30日，院部搬迁至四川省成都市，并更名为吉利学院。吉利学院的主管机关由北京市教育委员会调整为四川省教育厅，吉利学院北京校区接受北京市教育委员会管理，且在北京校区入学的学生都会在北京完成学业，北京校区保留至在京学生完成学业为止。同年7月23日，位于简阳市石盘街道的吉利学院成都校区正式落成，2020年9月19日正式启用。北京校区则于2021年被北京大学逐步入驻，成为北京大学昌平新校区（2023年8月末改称“新燕园校区”）。
2023年6月21日，吉利学院北京校区举行最后一届毕业典礼。同年，北京校区图书馆剩余图书整体搬运至成都校区新馆。

## 院系
- 智能制造学院、智能科技学院、电子信息工程学院、航天航空学院、商学院、盛宝金融科技学院、教育学院、数字媒体与表演学院、外国语言与文化学院、艺术设计学院、体育与健康学院、马克思主义学院、博雅学院、创新创业学院。